# I Live for the Day
«I Live for the Day»  — пісня з другого альбому американської поп-співачки Ліндсі Лоан — «A Little More Personal (Raw)». Пісня мала вийти, як другий сингл альбому, але цей реліз скасували. Проте, через деякий час пісня вийшла на CD (30 листопада 2005). «I Live for the Day» транслювали на декількох станціях США та Австралії.

## Музичне відео
Режисером відеокліпу став Марк Вебб. Після роботи з Гіларі Дафф його запросили для роботи з Ліндсі Лоан. Сценарій для музичного відео писала сама Ліндсі. Вона також запросила знятись з нею у музичному відео свого друга Адама Бертанда. Зйомки відеокліпу почались в грудні 2005.

## Список пісень
Промо-сингл
1. «I Live for the Day» — 3:10
2. «If It's Alright» — 4:06
3. «I Live for the Day (Radio Version)» — 3:09[1]

## Чарти
| Чарт (2005)                   | Місце |
| ----------------------------- | ----- |
| Australian ARIA Singles Chart | 28    |
| U.S. Billboard MuzeTunes      | 2     |